# Møgeltønder Kirke

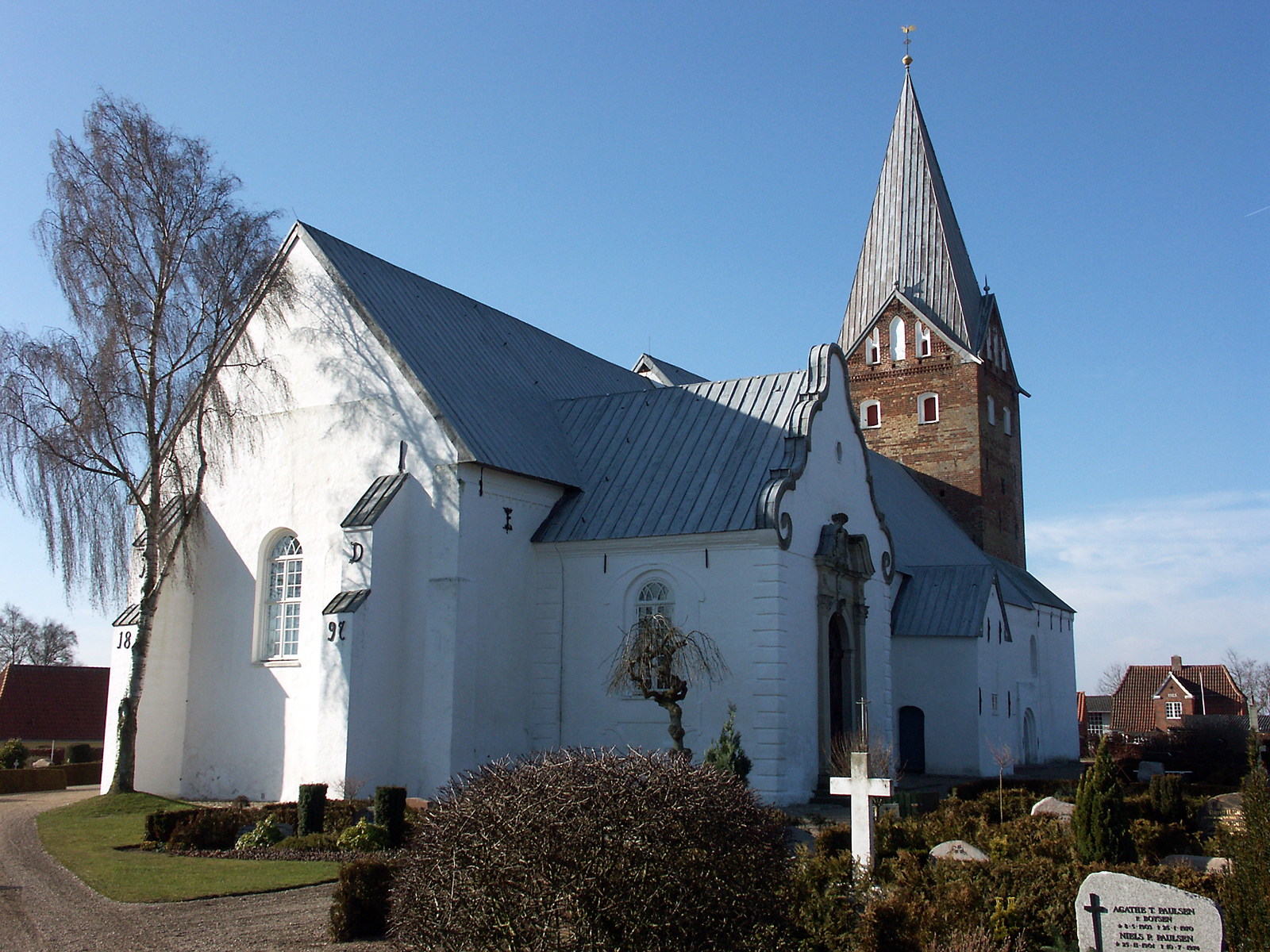
Møgeltønder Kirke

Die Kirche von Møgeltønder, dänisch Møgeltønder Kirke, bildet den Mittelpunkt des Kirchspiels Møgeltønder Sogn in der Propstei Tondern des Bistums Ripen. Erst 1970 wurde sie eine reguläre Pfarrkirche der Dänischen Volkskirche, bis dahin gehörte sie zum Besitz derer von Schack auf Schloss Schackenborg. 
Während Prinz Joachim zu Dänemark das Schloss bewohnte (bis 2014), fanden in der Kirche seine Hochzeit mit Marie Cavallier und die Taufen ihrer beiden Kinder statt.

## Kirchengebäude
Die ältesten Teile des Backsteinbaus stammen aus der ersten Hälfte des 13. Jahrhunderts. In spätromanischen Zeit wurde der Chor mit drei rundbogigen Chorfenstern versehen, von denen nur das mittlere erhalten ist. Außerdem wurde das Kirchenschiff mit einem Sockel aus Granitquadern nach Westen verlängert. Vor der Reformation war das Gotteshaus dem Heiligen Nikolaus von Myra geweiht. 
Ende des 15. Jahrhunderts erhielt die Kirche einen Turm mit klassisch gotischem Oktogon-Turmhelm. Seine hohe Spitze wurde am 16. Dezember 1628 durch einen Sturm heruntergerissen. Zwei Jahre später wurde der Turm etwas niedriger wiederhergestellt. An der Nordseite des Chores wurde 1763 eine Grabkapelle für die Familie von Schack angefügt, das pompöse Sandsteinportal datiert auf 1853. Die Dächer sind mit Blei gedeckt. 
Unter dem Chor liegt eine Krypta, im 16. Jahrhundert angelegt für die Familie Rantzau. Sie bewahrt drei Sandsteinsarkophage für Hans Schack (gest. 1719) und seine beiden Ehefrauen sowie drei Kindersärge.

## Ausstattung

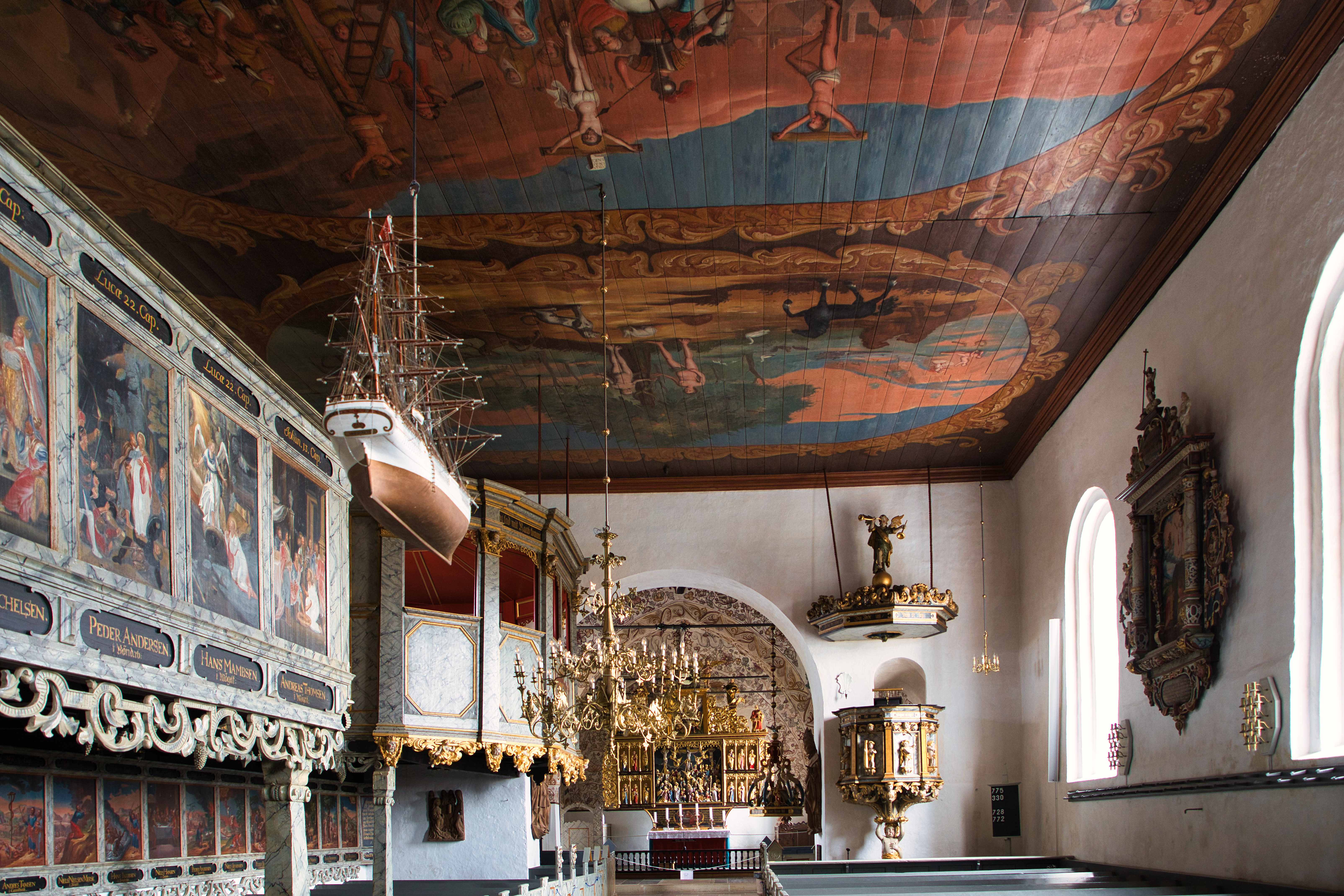
Inneneinrichtung der Kirche von Møgeltønder

Die gräfliche Patronatsloge von 1693 an der Nordwand ist prachtvoll gestaltet. Die Empore musste von den Bauern finanziert werden, dafür wurden ihre Namen dort verewigt. 
Die Holzbalkendecke wurde vermutlich 1693 bemalt, sie zeigt Schöpfung, Kreuzigung und das Jüngste Gericht.
An Chorwänden und -gewölbe sind Kalkmalereien aus dem 16. Jahrhundert erhalten, sie wurden jedoch Ende des 19. Jahrhunderts von August Wilckens stark nachgearbeitet. Er setzte Porträts sowohl von sich als auch von seinen Auftraggebern Hans und Otto Didrik Schack (Landrat von Tønder Amt, gest. 1949) in die Gemälde ein. Weil in der Nähe von Møgeltønder die Goldhörner von Gallehus gefunden worden waren, sind auch sie an den Wänden festgehalten.
Der romanische Taufstein aus Granit ist das älteste Stück des Inventars (um 1200). Der barocke Himmel darüber (um 1660) ist reich geschnitzt, er zeigt die Taufe Jesu.
Der fünfflügelige spätgotische Schnitzaltar (um 1500) zeigt sehr figurenreich die Kreuzigungsszene, auf den Seitenflügeln die zwölf Apostel. Um 1700 wurde der Altar von dem Tonderaner Künstler Peter Petersen mit einem Aufsatz versehen, auf ihm sind Auferstehung, die Evangelisten und Engel zu sehen; gleichzeitig wurden Seitenflügel mit Akanthusranken angefügt.
Die Kanzel, ebenfalls aus der Werkstatt von Peter Petersen (1694), zeigt Engel mit Leidenswerkzeug und ruht auf einem Sockel, der spielende Kinder darstellt (Mt 19,14 ). 
Spätgotische Schnitzplastiken zeigen Maria mit dem Kind und den heiligen Nikolaus.
An den Emporen findet sich Emporenmalerei, die 1693 von dem Tondener Maler Sonnike Dethlefsen und 1773 von seinen Söhnen gemalt wurden. 
Auf der Nordempore sind 21 Bilder mit Szenen aus dem NT zu sehen, wobei der Schwerpunkt auf Kindheit und Passion Jesu liegt. Bis auf das letzte Bild, das das Gleichnis vom Weltgericht zeigt sind sie Tafeln bibelchronologisch geordnet.
An der Westempore befinden sich 7 Bilder mit Szenen aus dem Leben Jesu sowie und ein Bild zur Offenbarung des Johannes. 
Die Bilder der beiden ehemaligen Emporen des Chorraumes sind unter der Nordempore aufgehängt: 12 Tafeln mit Szenen aus dem AT in bibelchronologischer Anordnung, sowie 
12 Tafeln mit Szenen aus dem Wirken Jesu und Gleichnissen in umgekehrter Reihenfolge.

## Orgel

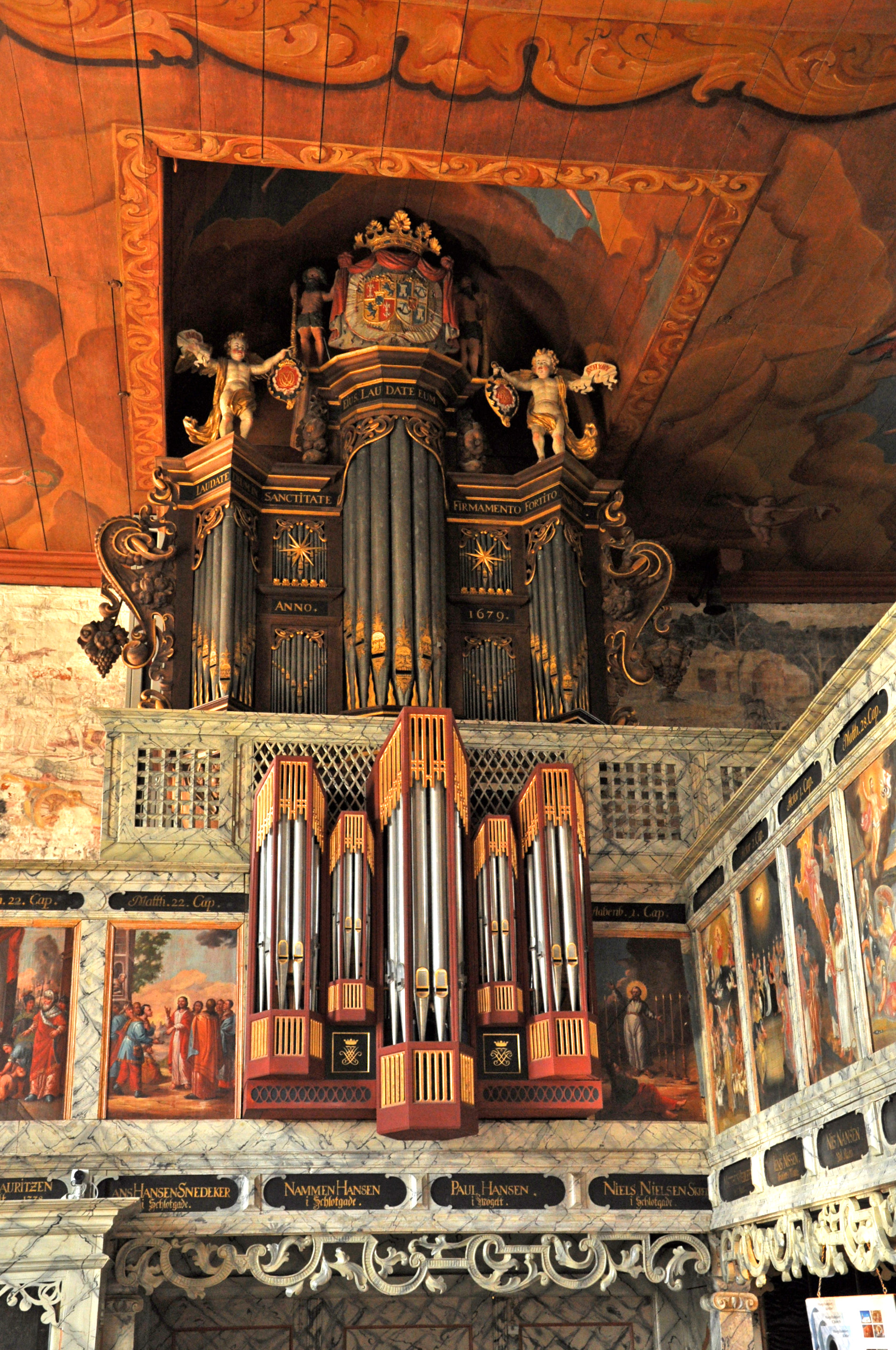
Blick auf die Orgel mit historischem Hauptwerk (1679) und davor einem modernen Rückpositiv (1957)

Die ursprünglich einmanualige Orgel datiert laut einer Jahreszahl auf dem Gehäuse aus dem Jahr 1679, vielleicht auch schon von 1674. Damit ist sie die älteste Kirchenorgel Dänemarks, die noch in Gebrauch ist. Als Erbauer wird Joachim Richborn vermutet. 1906 entfernte die Orgelbauwerkstatt Marcussen & Søn die Register Scharff III und Trompete 8′ (geteilt in Bass/Diskant bei h/c1) aus dem Hauptwerk und baute stattdessen Gamba 8′ und eine in Bass/Diskant geteilte Aeoline 8′ ein. Gamba und Aeoline sind beides streichende Register, die dem damaligen romantischen Zeitgeschmack entsprachen. Rudolf von Beckerath machte diese Änderungen 1957 wieder rückgängig. Zugleich baute er ein Rückpositiv in die Emporenbrüstung ein und in einem separaten Gehäuse hinter der Orgel baute er ein selbstständiges Pedalwerk. 1980 änderte Marcussen & Søn das Cornet 2′ im Pedal zu Cornet 4′. Die heutige Disposition lautet:
| I Hovedværk CDEFGA–c3 |                   |          |
| 1.                    | Quintadena        | 16′      |
| 2.                    | Principal         | 8′       |
| 3.                    | Gedackt           | 8′       |
| 4.                    | Octava            | 4′       |
| 5.                    | Rohrflojt         | 4′       |
| 6.                    | Quinta            | 3′       |
| 7.                    | Gemshorn          | 2′       |
| 8.                    | Mixtur IV         |          |
| 9.                    | Scharff III       |          |
| 10.                   | Trompet           | 8′ (B/D) |
|                       | Tremulant         |          |
|                       | zwei Zimbelsterne |          |

| II Rygpositiv C–c3 |                 |       |
| 11.                | Gedakt          | 8′    |
| 12.                | Principal       | 4′    |
| 13.                | Blokfløjte      | 4′    |
| 14.                | Oktav           | 2′    |
| 15.                | Quint           | 1 ⁄3′ |
| 16.                | Sesquialtera II |       |
| 17.                | Scharff VI-VII  |       |
| 18.                | Dulcian         | 8′    |
|                    | Tremulant       |       |

| Pedal C–d1 |              |     |
| 19.        | Subbass      | 16′ |
| 20.        | Principal    | 8′  |
| 21.        | Octava       | 4′  |
| 22.        | Mixtur IV-VI |     |
| 23.        | Fagott       | 16′ |
| 24.        | Trompet      | 8′  |
| 25.        | Cornet       | 4′  |

- Koppeln: I/II, I/P, II/P
- Traktur: Schleifladen, vollmechanisch
- Tonhöhe: g1 = 440 Hz.

## Galerie

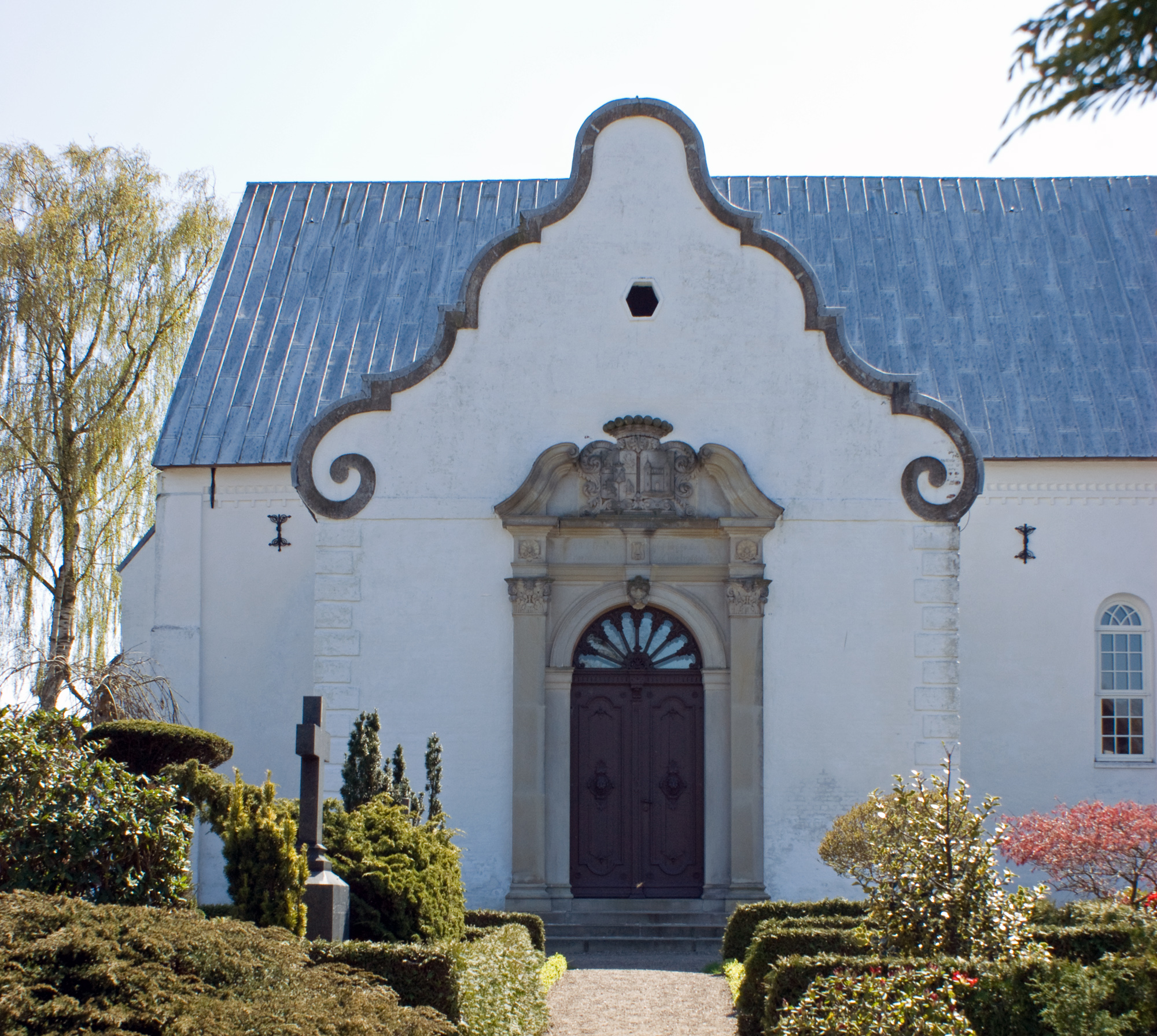
Nordportal mit Barockgiebel
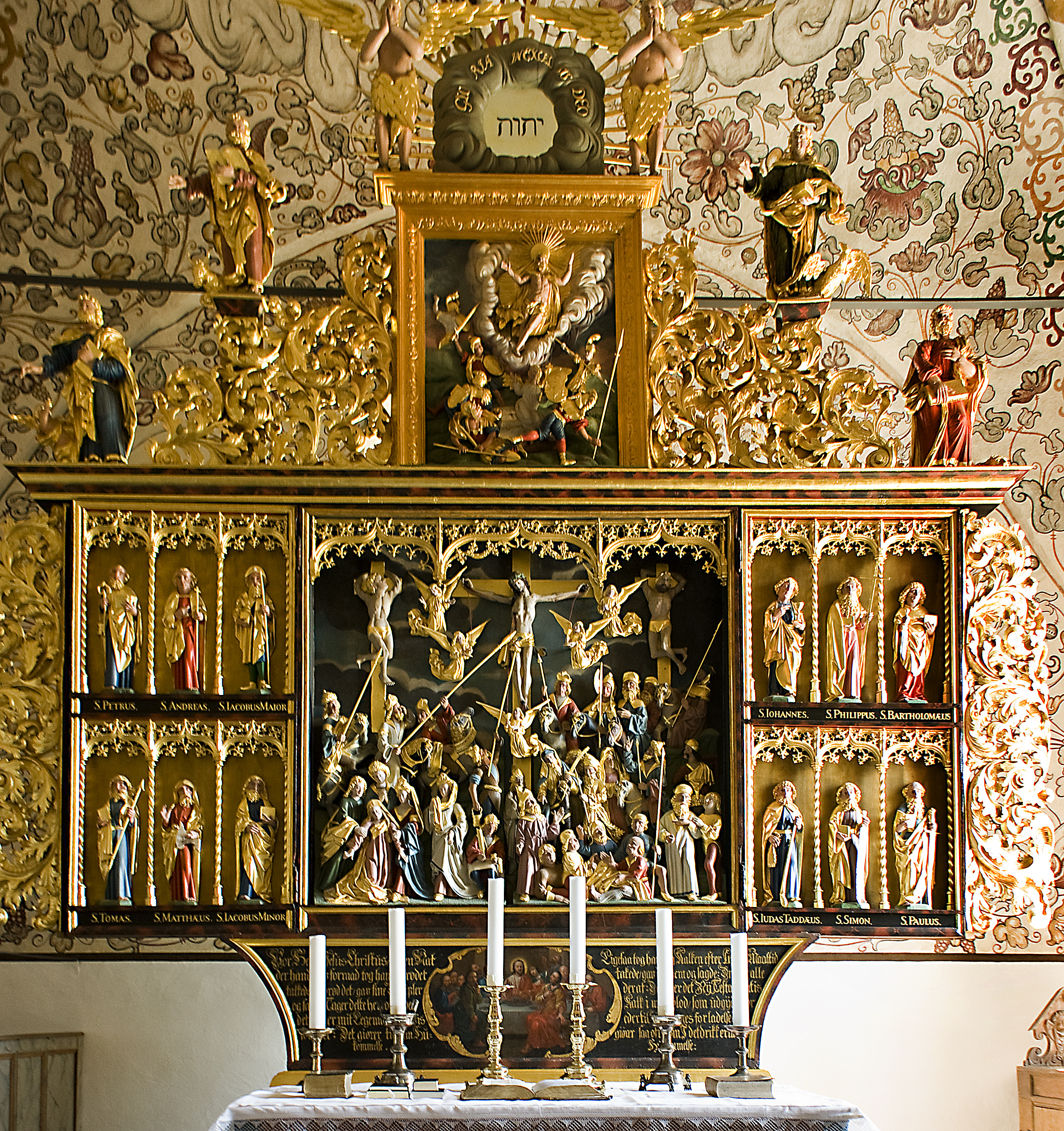
Altarretabel
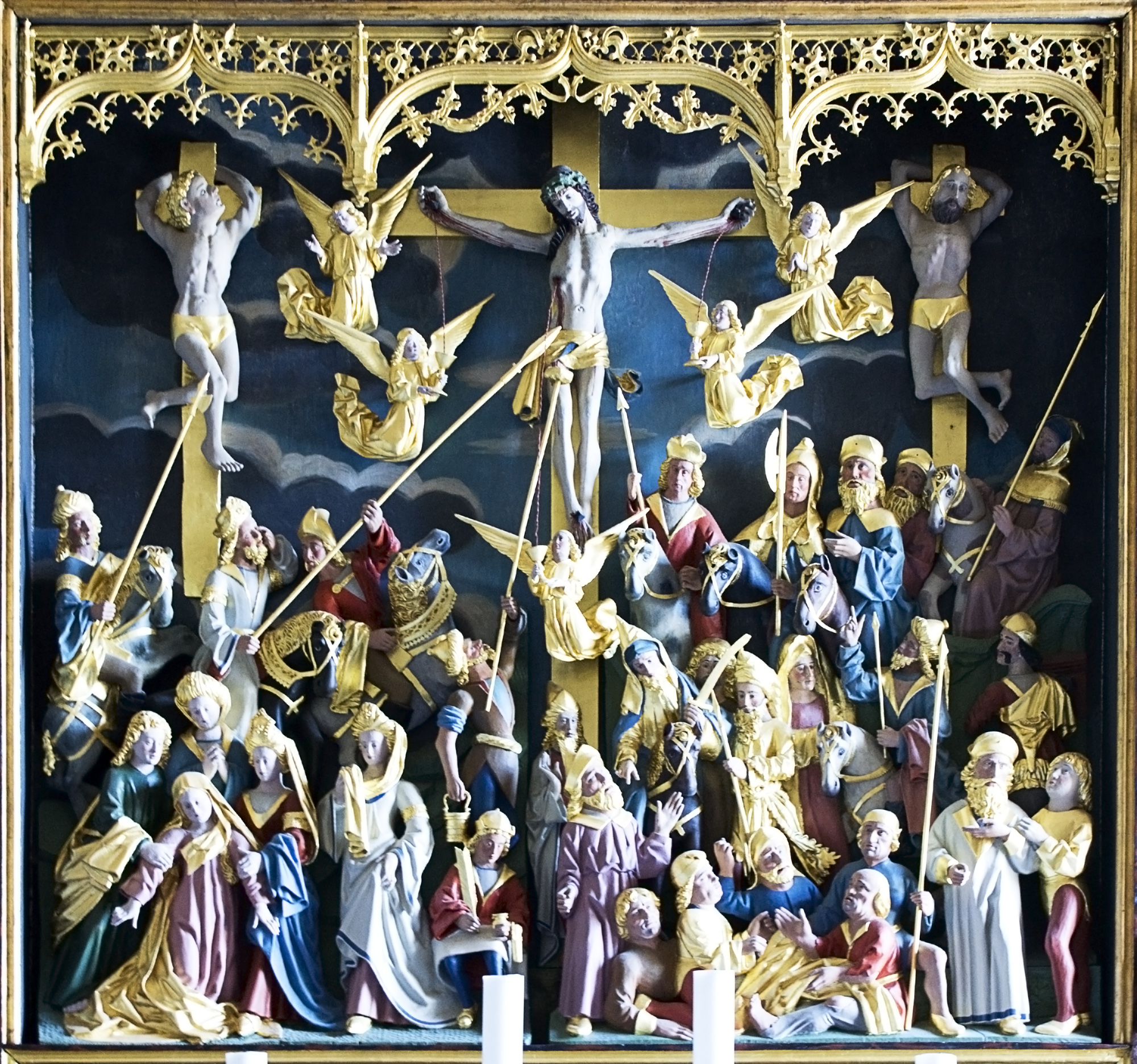
Altar, Mittelfeld